# 스토니브룩 대학교
뉴욕 주립 대학교 스토니브룩(State University of New York at Stony Brook), 또는 스토니브룩 대학교(Stony Brook University)는 미국 뉴욕주 롱아일랜드의 북쪽 해안 스토니브룩에 위치한 주립 대학이다. 맨해튼과는 동쪽으로 약 80km 떨어져 있다.
뉴욕 주립 대학교 시스템에 속해 있는 4개의 주요 대학 중 하나이다. 2010년 현재 총 학생 수는 24,500명, 졸업생 수는 138,560명이다.

## 역사
스토니브룩 대학교는 1957년 과학과 수학 중등학교 교사를 양성하기 위하여 설립된 교원 학교 목적의 "롱아일랜드 주립대학교 칼리지"(the State University College on Long Island, SUCOLI)가 그 기원이다. 당초 롱아일랜드 오이스터 만에 위치하였다.
1962년 자선가이자 스토니 브룩 Three Village 지역 출신 사업가 와드 멜빌(Ward Melville)이 9개 동의 건물이 있는 1,039 에이커 (4.20 km2)의 토지를 캠퍼스 부지로 기부함에 따라 스토니브룩으로 이전하고, 같은 해에 교명을 "뉴욕주립대 스토니브룩"으로 개명하였다. 현재 학교 중앙 도서관의 공식 명칭은 와드 멜빌의 아버지의 이름을 딴 프랭크 멜빌 주니어 기념 도서관 (Frank Melville Jr. Memorial Library)이다.

## 교육

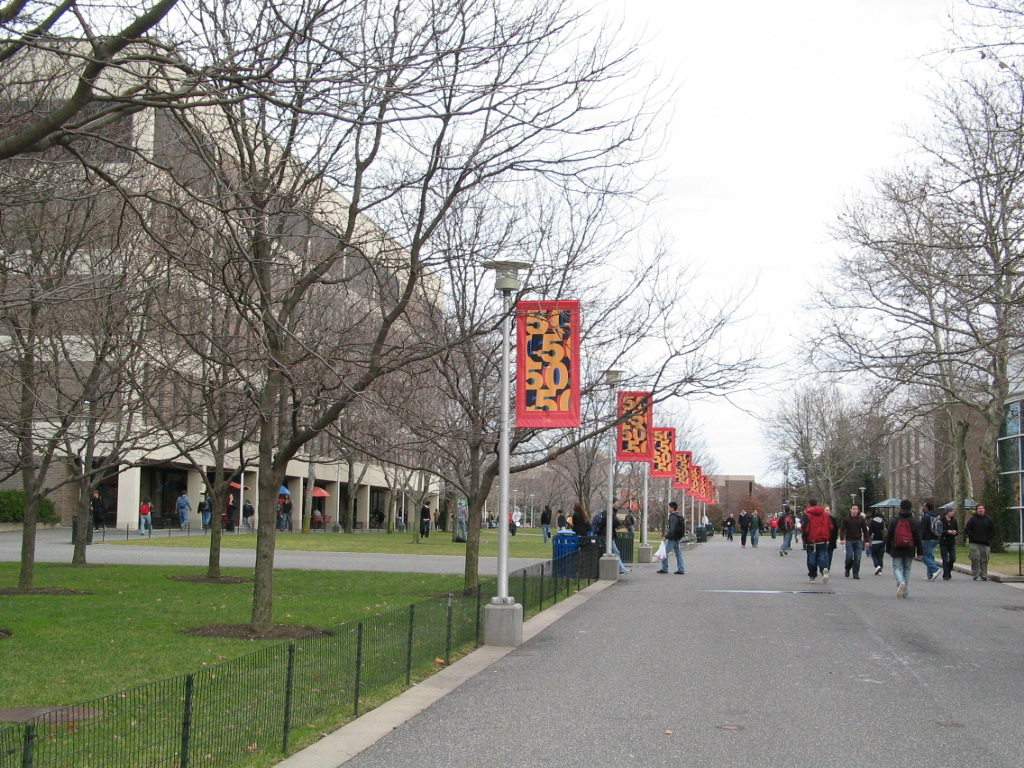
뉴욕 주립 대학교 스토니브룩

교수 1인당 학생수는 9명이다. 대학 재학생의 83%가 뉴욕주 출신이며, 37%가 유럽계, 24%가 아시아계, 10%가 히스패닉계, 6%가 아프리카계 미국인이다. 국제 학생 비율은 9%이다

## 뉴욕주립대 스토니브룩 경영대학
학생들의 전문적인 커리어를 위해 높은 수준의 교육을 제공하는 것을 목표로 하고 있는 경영대학은, 다른 학문 및 전문 기관과 긴밀한 연계를 통하여 경영과 여러 학문을 아우르는 교육을 제공하고 있다. 현재 인적자원관리센터 디렉터이자, 리더십&서비스 대학의 교수 디렉터인 Manuel London 경영대 학장이 경영대학을 이끌고 있다.
- MBA 코스

Full Time MBA Program, Part Time Evening MBA Program, Part Time Saturday MBA Program, Combined Degree Programs(Masters in Public Health/MBA, MA Public Policy/MBA, MS Computer Science/MBA, MS Mechanical Engineering/MBA, MS Biomedical Engineering/MBA, MA Art History & Criticism/MBA, MD/MBA)을 운영하고 있다.
- MS-TM (뉴욕주립대 스토니브룩 복수학위 MBA)

한국의 aSSIST(서울과학종합대학원)와 SUNY-SB(뉴욕주립대 스토니브룩)이 1999년부터 공동으로 운영하고 있는 경영학 석사과정이다. 기술과 경영을 접목하여 Techno CEO, Technocrat 등 기술경영전문가 양성에 그 목적을 두고 있으며, 1년 6개월 교육과정 이수 후 뉴욕주립대 스토니브룩 MS-TM과 aSSIST MBA를 동시에 취득하는 프로그램이다. 1999년부터 시작되어 출신동문이 600여명이 넘는다.
- Corporate Education Programs

직장인들을 위한 야간, 주말 MBA Program, 기업의 특성을 반영한 Corporate In-House MBA Program, 기업 경영진들이 맞춘 경영이슈를 다루는 Executive Education 프로그램이 있다.
- 해외교환학생 프로그램 (Study Abroad and Exchanges)

중국, 영국, 독일, 프랑스, 러시아, 스페인 등 전 세계 여러 나라와 연계프로그램을 맺고 있으며, 한국과는 숭실대, 아주대, 동국대, 건국대, 한양대, 연세대, 이화여대, 포항공대 등과 학부 연계프로그램을 진행하고 있다.

## 구조
인문 대학, 자연 과학 대학, 공과 대학, 애버렐 해리먼 경영 대학, 그리고 약학 대학, 보건 대학, 치·의과 대학, 간호 대학, 사회 복지 대학으로 이루어진 의료 센터가 있다. 연구기관으로는 해양 과학 조사 센터, 이론 물리학 연구소, 수학 연구소, 인지·패턴 인식 센터, 압력·물리 연구소, 생명공학 연구소, 하워드 휴즈 의학 연구소, 지방 자치 연구 센터 등이 있다.

## 평가
2024년 《U.S. 뉴스 & 월드 리포트》의 전미 대학 순위에서 공동 58위, 미국 최고가치 (Best Values Schools) 대학 순위에서 134위, 미국 공립대학 순위에서 공동 26위,
 2020년 영국 QS 세계 대학 순위에서 359위, 2019년 《포브스》의 미국 최고가치 대학 (Best Values Colleges) 순위에서 29위, 최우수 대학 (Top Colleges) 순위 182위, 공립대학에서 53위, 연구대학에서 95위를 차지했다.

## 시설
교내에 여러 기숙사가 존재하지만 통학생 비율이 높은 편이다. 캠퍼스 중앙에는 도서관과 학생 회관이 존재한다. 자연 계열 중심 대학으로 대부분의 이공계 학부들이 고유의 건물을 소유하고 있다. 인문 계열 학과들은 주로 인문학 빌딩(Humanities Building)와 자빗츠 강의 센터 (Javits Lecture Center)를 중심으로 배치·운영되고 있다.
치·의과 대학은 자연·인문 대학과 조금 떨어진 이스트 캠퍼스 (East Campus) 에 위치하고 있다. 스토니브룩 대학 부설 병원은 뉴욕 시를 제외한 롱아일랜드에서 가장 큰 규모이다. 병원에서의 의학 교육 과정은 대학 학부와 밀접히 연계되어 있으며, 병상 540개와 의료진 5100명의 규모로 운영되고 있다.

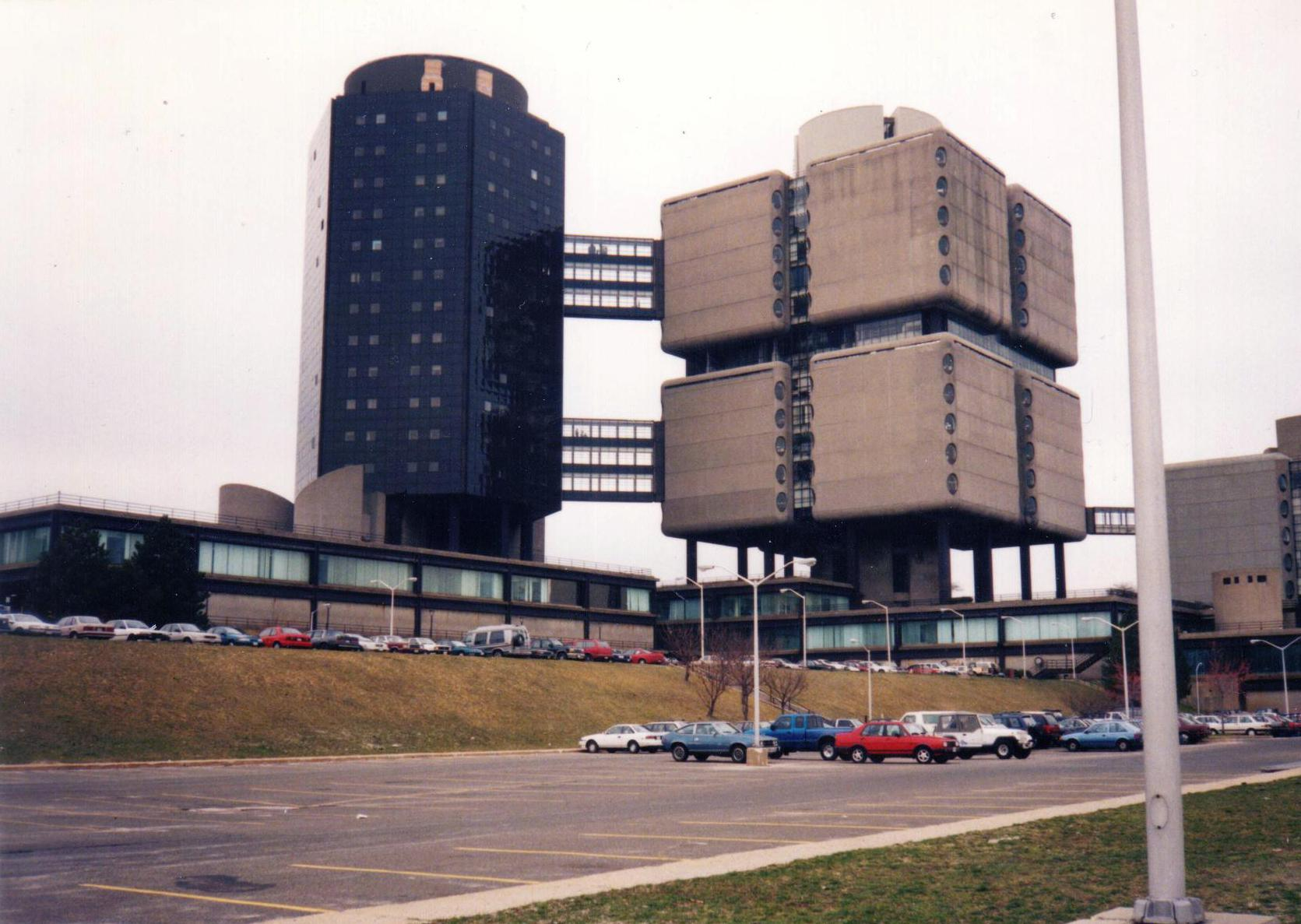
스토니브룩 대학교 부설 병원

## 교통
학교 측에서 통학생 및 기숙사 거주 학생들을 위해 무료 셔틀 버스 라인을 운영한다. 주말과 주중 운영 시간표가 다르다. 학교 내의 버스 정류장에는 학교 셔틀 뿐 아니라 유료 버스도 정차한다.
캠퍼스 내에 롱아일랜드 철도 스토니브룩 역이 있으며, 이 역을 통해 뉴욕 시 및 롱아일랜드 곳곳과 미국 내륙 방향으로 접근할 수 있다.

## 캠퍼스

### 메인 캠퍼스
롱아일랜드 스토니브룩 지역에 위치해 있다.

### 맨해튼 캠퍼스
2002년 개소했으며, 18,000 제곱피트 (1,700 m2) 규모이다. 여름과 겨울 학기에 학부 수업이 개설되고, 연중 학회 등이 열린다. 2017년 2월부터 학부 수업은 더 이상 이곳에서 개설되지 않는다.

### 사우샘프턴 캠퍼스
2006년 스토니브룩대학교는 롱 아일랜드 대학교 소유의 사우샘프턴 칼리지를 사들였다. 환경 및 지속가능성 연구에 특화된 캠퍼스를 목표로 하였다. 81 에이커 (330,000 m2) 규모이다.

### 한국 캠퍼스
뉴욕 주립대학교 스토니브룩 한국캠퍼스는 송도 글로벌 캠퍼스에 개교하는 최초의 글로벌 대학이자, 대한민국에 설립된 최초의 미국 대학 캠퍼스이다. 미국 교수진이 직접 파견되고 모든 교육 과정은 영어로 진행되며, 美 뉴욕 주립 대학교 스토니브룩의 학위를 수여한다. 2012년 3월 개교하여, ‘컴퓨터 과학(Computer Science)’과 ‘기술 경영(Technology and Society)’ 2개 전공의 석·박사과정 대학원(정원 407명)을 운영할 예정이며, 이후 매년 학과를 확대하고 학부 과정을 개설할 계획이다.

## 외부 링크
- (영어) 스토니브룩 대학교  - 공식 웹사이트
- (영어) 학교 도서관 웹사이트
- (영어) 입학처 웹사이트